# Тышковец, Валентина Алексеевна
Валентина Тышковец (26 января 1915, Киев — 20 февраля 1977) — советский кинооператор.

## Биография
Закончила Всесоюзный государственный институт кинематографии в Москве.
Работала кинооператором на киностудии имени Довженко (г. Киев). 
Во время Великой Отечественной войны 1941—1945 гг. работала в фотоателье, созданном кинооператором Всеволодом Ковальчуком. Под предлогом фотосъемки они ездили по концентрационным лагерям и по возможности спасали попавших туда людей. На студии Валентина печатала фото, которые позднее использовались как свидетельства фашистских зверств.

## Фильмография
- 1959 — «Если любишь…»
- 1962 — «Среди добрых людей»
- 1964 — «Сумка, полная сердец»